# Cours-les-Bains
Cours-les-Bains è un comune francese di 223 abitanti situato nel dipartimento della Gironda nella regione della Nuova Aquitania.

## Società

### Evoluzione demografica
Abitanti censiti